# جغرافيا إحصائية
الجغرافيا الإحصائية هي دراسة وممارسة جمع وتحليل وتقديم البيانات ذات البعد الجغرافي أو المساحي، مثل بيانات الإحصاء السكاني أو التركيبة السكانية. إنها تستخدم تقنيات من التحليل المكاني، ولكنها تشمل أيضًا الأنشطة الجغرافية مثل تحديد وتسمية المناطق الجغرافية لأغراض إحصائية. على سبيل المثال لأغراض الجغرافيا الإحصائية، يستخدم المكتب الأسترالي للإحصاء التصنيف الجغرافي الأسترالي المعياري، وهو إقليمي ذو تسلسل هرمي والذي يقسم أستراليا إلى ولايات وأقاليم، ثم التقسيمات الإحصائية، التقسيمات الفرعية الإحصائية، المناطق المحلية الإحصائية، وأخيراً مناطق جمع التعداد السكاني.

## المعلومات الأساسية

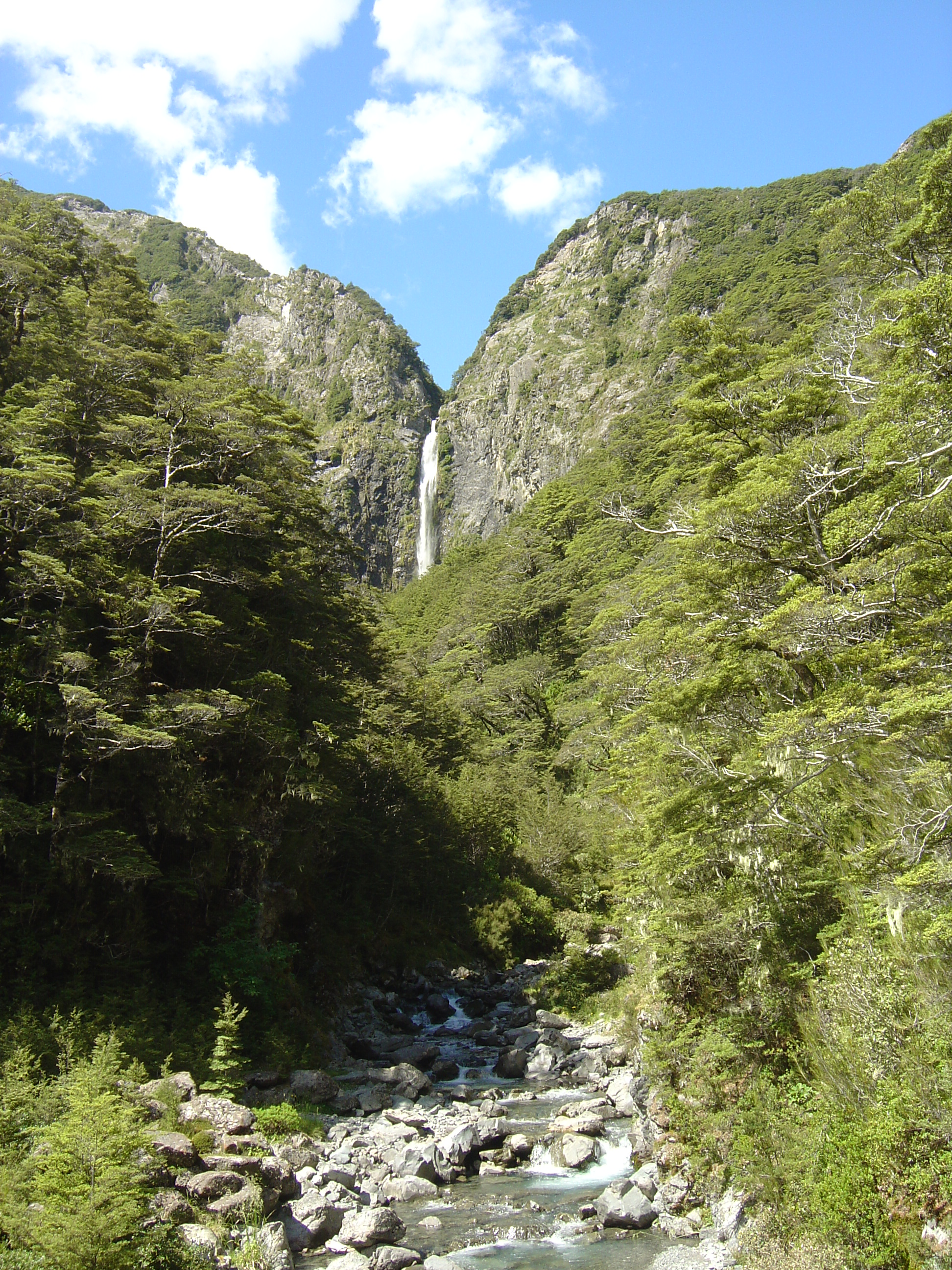
شلال الشيطان Punchbowl, نيوزيلندا قد تكون درست باستخدام الاحصائيات الجيولوجية

يدرس الجغرافيون كيف ولماذا تختلف العناصر من مكان إلى آخر، وكذلك كيف تتغير الأنماط المكانية بمرور الوقت. يبدأ الجغرافيون بالسؤال «أين؟»، ويستكشفون كيف يتم توزيع الخصائص على منظر طبيعي أو ثقافي، مع ملاحظة الأنماط المكانية وتغير الظواهر. لقد انتقل التحليل الجغرافي المعاصر إلى السؤال «لماذا؟»، وتحديد سبب وجود نمط مكاني معين، وما هي العمليات المكانية أو الإيكولوجية التي ربما قد أثرت على نمط ما، ولماذا تعمل هذه العمليات. فقط من خلال تناول أسئلة  «لماذا؟»، يمكن لعلماء الاجتماع البدء بتقدير آليات التغيير، التي لا حصر لها في تعقيدها.

### دور الإحصاء في الجغرافيا
يتم تطبيق الأساليب والإجراءات الإحصائية في جميع مجالات البحث الأكاديمي. أينما يتم جمع البيانات وتلخيصها أو حيثما يتم تحليل أي معلومات رقمية أو إجراء البحوث، يكون هناك حاجة إلى إحصاءات من أجل التحليل السليم وتفسير النتائج.
يستخدم الجغرافيون الإحصاءات بطرق عديدة:
- وصف وتلخيص البيانات المكانية.
- لاصدار تعميمات بشأن الأنماط المكانية المعقدة.
- لتقدير احتمال النتائج لحدث ما في موقع معين.
- لاستخدام عينات من البيانات الجغرافية لاستنتاج خصائص مجموعة أكبر من البيانات الجغرافية (السكان).
- لتحديد ما إذا كان حجم أو تكرر بعض الظواهر يختلف من موقع إلى آخر.
- لمعرفة ما إذا كان النمط المكاني الفعلي يطابق بعض الأنماط المتوقعة.

## البيانات المكانية والاحصاءات الوصفية
هناك العديد من الصعوبات المحتملة المرتبطة بتحليل البيانات المكانية، من بينها ترسيم الحدود، والوحدات المساحية القابلة للتعديل، ومستوى التجميع أو النطاق المكاني. في كل من هذه الحالات، يتم تغيير الإحصائيات الوصفية المطلقة لمنطقة ما - الوسط والوسيط والمنوال والانحراف المعياري والتباين - من خلال معالجة هذه المشكلات المكانية.

### ترسيم الحدود
يؤثر موقع حدود منطقة الدراسة وموقع الحدود الداخلية على الإحصائيات الوصفية المختلفة. فيما يتعلق بمقاييس مثل الوسط أو الانحراف المعياري، قد يكون لحجم منطقة الدراسة وحدها آثار كبيرة؛ بالنظر في دراسة حول نصيب الفرد من الدخل داخل المدينة، إذا اقتصرت على المدينة الداخلية، فمن المحتمل أن تكون مستويات الدخل أقل بسبب عدد السكان الأقل ثراءً، وإذا تم توسيعها لتشمل الضواحي أو المجتمعات المحيطة، فستكون مستويات الدخل أكبر مع تأثير السكان أصحاب العقارات. بسبب هذه المشكلة، يجب تقييم الإحصائيات الوصفية المطلقة مثل الوسط والانحراف المعياري والتباين نسبياً فقط فيما يتعلق بمنطقة دراسة معينة. يكون هذا صحيحًا أيضًا في تحديد الحدود الداخلية، نظرًا لأن هذه الإحصائيات قد تحتوي على تفسيرات صالحة لتكوين المنطقة والمناطق الفرعية التي يتم حسابها عليها فقط.

### الوحدات المساحية القابلة للتعديل
انظر أيضا: للتعديل المساحية مشكلة وحدة
في العديد من الحالات، يكون قد تم بالفعل تحديد التقسيم الفرعي للبيانات المكانية، وهذا واضح في مجموعات البيانات الديموغرافية، حيث سيتم تقسيم المعلومات المتاحة على المقاطعات أو البلديات الخاصة بكل منها. بالنسبة لهذا النوع من البيانات، يجب على المحللين استخدام حدود المقاطعة أو البلدية نفسها المحددة في البيانات التي تم جمعها لتحليلهم اللاحق. عندما تكون الحدود البديلة ممكنة، يجب على المحلل أن يأخذ في الاعتبار أن أي نموذج تقسيم فرعي جديد قد يخلق نتائج مختلفة.

### مشكلة التجميع \ النطاق المكاني
قد تكون البيانات الاجتماعية والاقتصادية متاحة على مجموعة متنوعة من النطاقات، على سبيل المثال: البلديات، أو المقاطعات الإقليمية، أو مناطق التعداد السكاني، أو مقاطعات التعداد، أو على مستوى المقاطعة / الولاية. عندما يتم تجميع هذه البيانات في نطاقات مختلفة، قد تظهر الإحصاءات الوصفية الناتجة اختلافات، إما بطريقة منهجية يمكن التنبؤ بها، أو بطريقة أكثر غموضًا. إذا كنا نراقب البيانات الاقتصادية، فقد نلاحظ انخفاضًا ملحوظًا في إنتاجية الصناعات التحويلية لبلد ما (الولايات المتحدة الأمريكية) خلال فترة معينة؛ نظرًا لأن هذا نموذج عام، فقد تواجه الولايات الفردية هذه التأثيرات بشكل مختلف. نتيجة هذا التجميع هو زيادة الانحراف المعياري للبيانات المعنية بسبب التباين بين الولايات.

## الإحصاءات المكانية الوصفية
انظر المقال الرئيسي المكانية إحصاءات وصفية
لتلخيص تحليل نمط النقطة، تم تطوير مجموعة من الإحصاءات المكانية الوصفية المكافئة في المساحة للمقاييس غير المكانية. نظرًا لأن الجغرافيين يهتمون بشكل خاص بتحليل البيانات المكانية، فإن هذه الإحصاءات المكانية الوصفية (الإحصاء الجغرافي) غالبًا ما يتم تطبيقها لتلخيص أنماط النقاط ووصف درجة التباين المكاني لبعض الظواهر.

### القياسات المكانية للنزعة المركزية
المثال هنا هو فكرة مركز السكان، والمثال الخاص على ذلك هو المركز المتوسط للسكان في الولايات المتحدة. تتوفر عدة طرق مختلفة لتحديد المركز:
- المركز المتوسط: المتوسط هو مقياس مهم للنزعة المركزية، والذي عند تمديده إلى مجموعة من النقاط الموجودة على نظام الإحداثيات الديكارتية، يمكن تحديد متوسط الموقع، أو النقطة الوسطى أو المركز المتوسط.
- المركز المتوسط الموزون يشبه الترددات في حساب الإحصائيات المجمعة، مثل الوسط الحسابي الموزون. قد تمثل نقطة ما منفذ بيع بالتجزئة، بينما يمثل ترددها حجم المبيعات داخل هذا المتجر.
- المركز الوسيط أو المركز الإقليدي وفي المركز الوسيط لسكان الولايات المتحدة. هذا مرتبط بمسافة مانهاتن.